# 마쓰야마 히로아키
마쓰야마 히로아키(일본어: 松山 博明, 1967년 8월 31일 ~ )는 일본의 전직 축구 선수로 현역 시절 후루카와 전공, 벨마레 히라쓰카, 도스 퓨쳐즈, 콘사돌레 삿포로에서 미드필더로 활동했으며 마쓰야마 요시유키의 친동생이기도 하다.

## 구단 경력
1990년 일본 사커 리그의 후루카와 전공에 입단하였다. 1991년 벨마레 히라쓰카로 이적했다. 1995년부터 1996년까지 도스 퓨쳐즈와 콘사돌레 삿포로에서 뛰었다.

## 지도자 경력
2009년 7월 오이타 트리니타의 감독으로 취임하였다. 2010년부터 2012년까지 부탄 국가대표팀에서 감독을 맡았다.

## 수상

### 클럽 (선수)
후루카와 전공
- JSL컵 : 준우승 (1990)

벨마레 히라쓰카
- 일본 사커 리그 : 우승 (1991-92 디비전 2, 1993 디비전 1)
- 일왕배 : 우승 (1994)